# Johann Georg Gutzmer
Johann Georg Gutzmer (* um 1645 vielleicht in Rostock; † 17. November 1716 in Lübeck) war ein deutscher Jurist der Frühen Neuzeit.

## Leben
Johann Georg Gutzmer entstammte einem alten Pastorengeschlecht, das bereits seit drei Generationen in Mecklenburg ansässig war. Er wurde um 1645 als Sohn des in Sternberg geborenen Juristen Simon Johann Gutzmer (1608–1674) geboren. Laurentius Gutzmer war sein Cousin. Ab 1665 studierte er Rechtswissenschaften an den Universitäten Rostock und Wittenberg. In Rostock wurde er am 5. November 1673 zum Dr. iur. promoviert.
Von 1680 bis 1693 war Gutzmer als Justizrat in der mecklenburgischen Justizkanzlei in Schwerin tätig. Als das mecklenburgische Fürstenhaus nach dem Aussterben der Linie Mecklenburg-Güstrow (1695) einen erbitterten Thronfolge- und Erbschaftsstreit vom Zaun brach, der schließlich im Hamburger Vergleich (1701) zur dritten mecklenburgischen Hauptlandesteilung führte, wurde Gutzmer für einige Jahre zum wichtigsten Verhandlungsführer des designierten Herzogs Adolf Friedrich (II.). Seine Reiseabrechnungen aus dieser Zeit sind bis heute erhalten. Gutzmer wurde in dieser Zeit zum mecklenburgischen Hofrat ernannt, schrieb eine Legitimationsschrift über das mecklenburgische Primogeniturrecht im Sinne seines Dienstherrn, fiel aber dennoch in Ungnade und verließ daraufhin Mecklenburg.

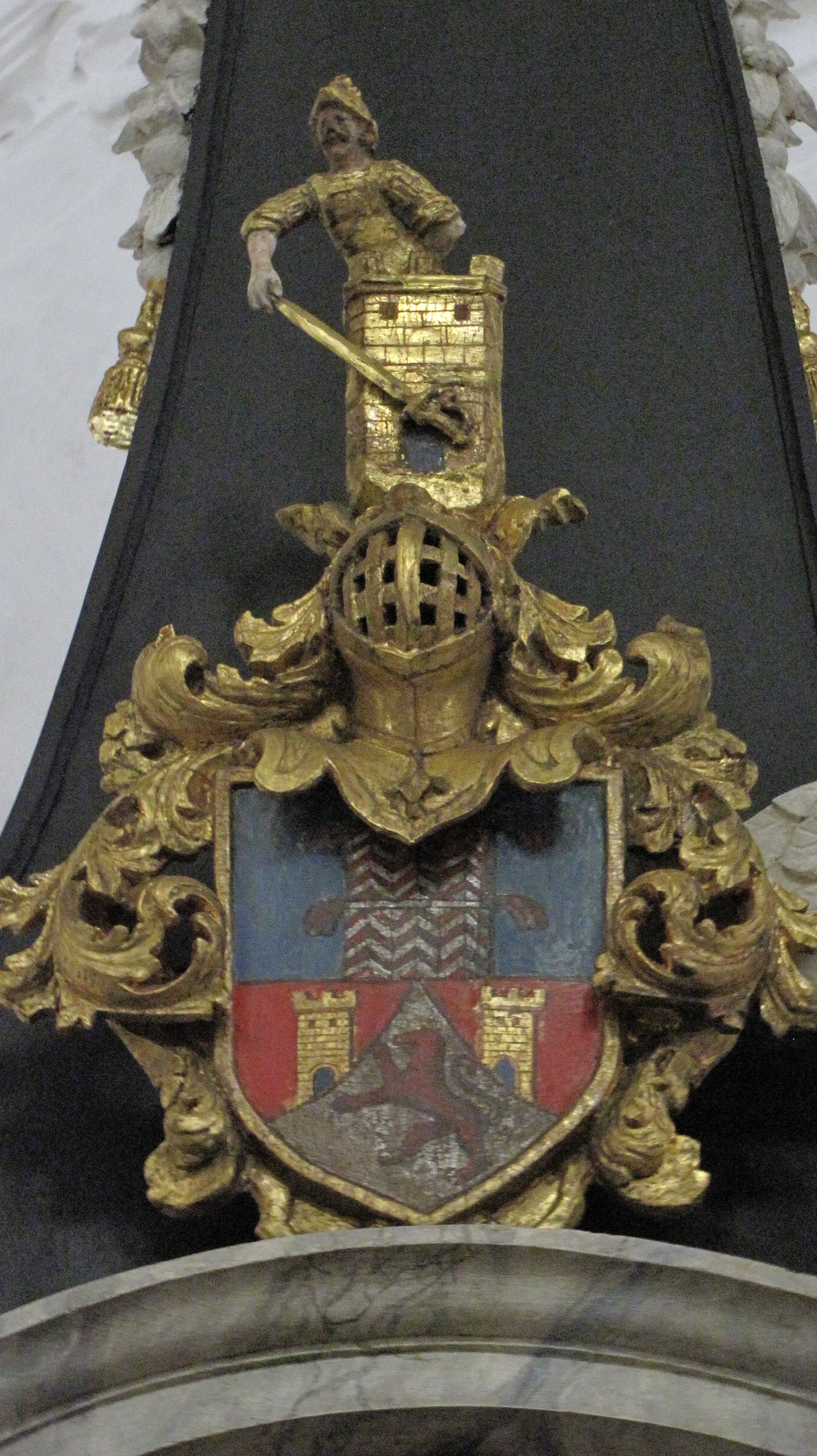
1712 verliehenes Wappen am Portal der Grabkapelle im Lübecker Dom

Von 1700 bis 1716 war er Syndicus der Hansestadt Lübeck. 1701 gehörte er gemeinsam mit den Lübecker Ratsherren Johann Westken und Joachim von Dale einer Kommission an, die der in Lübeck nur geduldeten reformierten Kirchengemeinde die Predigt in deutscher Sprache untersagen sollte; diese Initiative setzte sich jedoch nicht durch. Er wurde 1712 von Kaiser Karl VI. mit dem Prädikat von Gusmann in den Reichsadelstand erhoben.

### Familie
Johann Georg Gutzmer war ab 1673 verheiratet mit Agneta Sophie, geb. Willebrand, der Tochter des Rostockers Professors Albert Willebrand (der Ältere) (1608–1681) und dessen Frau Elisabeth, geb. Cothmann. 
Der Sohn Ernst Friedrich von Gusmann wurde Gutsbesitzer auf Wichmannsdorf in Mecklenburg und erwarb 1738 die nach ihm benannte Gusmann-Kapelle im südlichen Seitenschiff des Lübecker Doms. Die Tochter Anna Elisabeth (* 1679) heiratete Dr. jur. Christian Schlottmann (ab 1703 Schlottman von Freyburg).

## Schriften
- Facti Species, Worin, Daß im Fürstl. Hause Mecklenburg Das Jus Primogenituræ und davon dependirende Linealis Successio niemahls introduciret oder observiret worden, Noch daraus die Succesio in dem Hertzogthum Güstrow behauptet werden könne, Sondern solches Herrn Hertzog Adolpho Friderico II. zu Mecklenburg zufallen müsse, kürtzlich noch rechtsgründig, deduciret und fürgestellet wird : Sambt angehängter Kurtzen und gründlichen Wiederlegung, Der von Seiten Herrn Hertzog Friderich Wilhelms zu Mecklenburg, Hin und wieder ohne Beyfügung der angezogenen Beylagen divulgirten Facti Speciei, [o. O.] o. J. – [6] Bl. ; 2°